# FAUR L30H

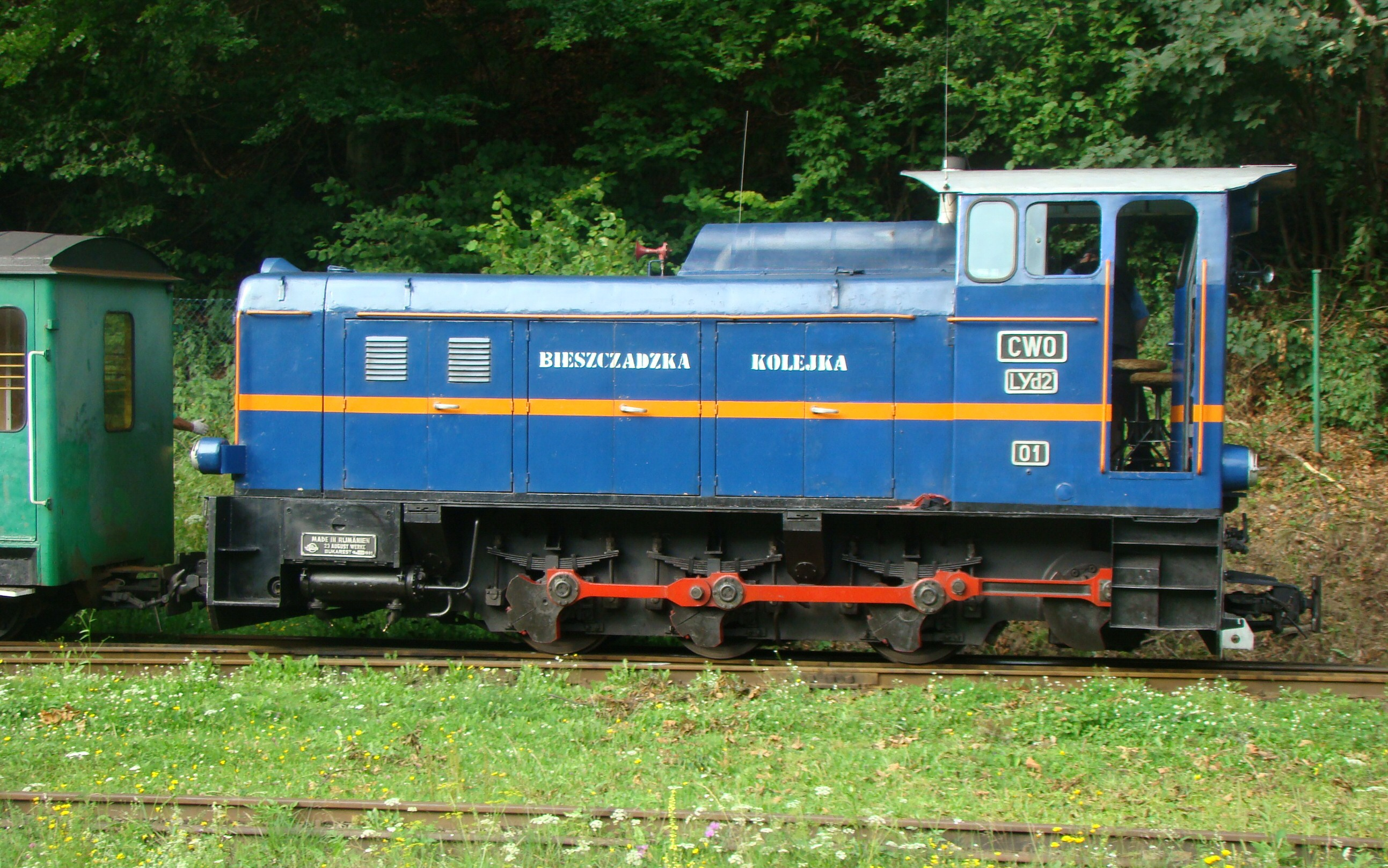
CWO Lyd2-01 Bieszczadzka Kolejka Leśna

Lyd2 (oznaczenie fabryczne L30H) – wąskotorowa lokomotywa spalinowa produkowana w latach 1973–1983 przez rumuńskie zakłady 23 August w Bukareszcie, głównie na eksport, przede wszystkim do Polski. Budowana w wersjach na tor szerokości od 600 mm do 1000 mm. W Polsce używane były przez Polskie Koleje Państwowe pod oznaczeniem serii Lyd2, a także koleje przemysłowe i leśne.

## Historia
Lokomotywa typu L30H została opracowana przez rumuńskie zakłady 23 August (późniejsze Faur) w Bukareszcie, z przeznaczeniem głównie na eksport. Powstała jako konstrukcja uniwersalna, która mogła być wykonana na różne szerokości toru, od 600 mm do 1000 mm. Pierwszym odbiorcą był Egipt, dokąd dostarczono około 60 sztuk, począwszy od 1973 roku. Głównym nabywcą tych lokomotyw stała się Polska, dokąd dostarczono około 80 sztuk w latach 1977–1982. Nieliczne lokomotywy były zbudowane dla Albanii (3 sztuki w roku 1981) i Rumunii (4 sztuki, wyprodukowane w latach 1982–1983).

## Opis
Lokomotywa Lyd2 ma układ osi C i napęd wiązarowy. Pudło lokomotywy składa się z przedziału maszynowego i kabiny sterowniczej z tyłu lokomotywy. Napęd stanowi silnik wysokoprężny MB83B o mocy 350 KM (257 kW). Przeniesienie napędu następuje za pomocą przekładni hydraulicznej TH5R-V6. Przekładnia ta reaguje samoczynnie na zmiany prędkości, w zależności od obciążenia. Dalej napęd przenoszony jest na przekładnię główną i nawrotnik, sterowany elektropneumatycznie z pulpitu sterującego, a następnie za pośrednictwem ślepego wału i wiązarów, na koła wszystkich trzech osi. Lokomotywa posiada instalację sprężonego powietrza z dwustopniową sprężarką tłokową do układu hamulcowego lokomotywy i pociągu oraz do sterowania pneumatycznego. Kabina ma dwa stanowiska sterujące, dla obu kierunków jazdy.

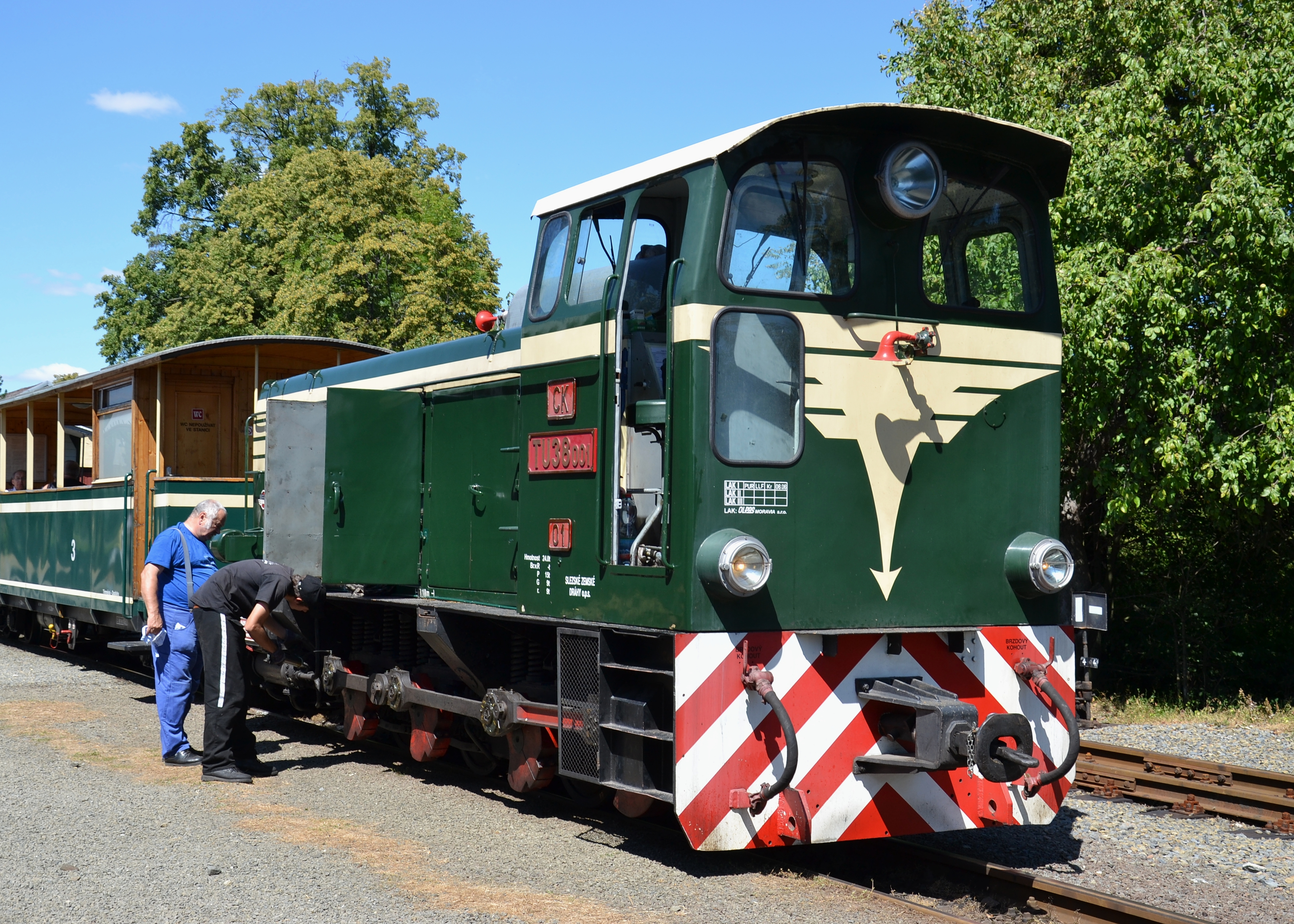
Czeska L30H na dworcu w Osobłodze

## Dane
- Silnik MB83B: wysokoprężny czterosuwowy sześciocylindrowy rzędowy,  o mocy 350 KM (257 kW) przy 1500 obr./min, średnica cylindra 175 mm, skok tłoka 205 mm[2]

## Użycie w Polsce
Po polskich torach jeździło 75 tych lokomotyw, kupowane od 1977 roku. Większość używana była na kolejach przemysłowych (rozstaw toru 750–785 mm, sporadycznie 600 i 1000 mm), 24 na PKP (rozstaw toru głównie 600 mm, trzy na tor 750 mm) i 7 na Bieszczadzkiej Kolejce Leśnej należącej do Lasów Państwowych (750 mm). Na PKP zostały oznaczone serią Lyd2, która została zaadaptowana dla ich oznaczenia również przez większość kolei przemysłowych. Dla PKP zakupiono 17 nowych lokomotyw (15 na tor 600 mm i dwie na tor 750 mm), a siedem dalszych odkupiono od przemysłu (sześć na tor 600 mm i jedna na tor 750 mm). Po 1990 roku około połowa została złomowana. Obecnie w Polsce (2018) jest 11 czynnych lokomotyw Lyd2. Kilkanaście sztuk zostało sprzedanych z Polski za granicę, do Niemiec, Wielkiej Brytanii, Czech i na wyspę Saint Kitts.
Lokomotywy PKP Lyd2-58, 60 i 069, używane poprzednio na Jarocińskiej Kolei Dojazdowej, zostały w latach 1993–1995 sprzedane do Walii na kolej muzealną Welsh Highland Railway (WHR). Z pozostałych dwóch lokomotyw kolei Jarocińskiej, Lyd2-59 została złomowana, a zdekompletowana Lyd2-63 w 2005 trafiła do Skansenu Kolei Leśnej w Pionkach, a po jego likwidacji trafiła do Zabytkowej stacji kolei wąskotorowej w Rudach Raciborskich. W marcu 2020 lokomotywa została zakupiona przez Średzką Kolej Powiatową. Po remoncie przeprowadzonym przez średzki Zakład Naprawy Taboru Zabytkowego, w 2022 roku powróciła do służby. Pierwszy planowy pociąg poprowadziła 28 maja